# Калмыж
Калмыж (адыг. Къамылыжъ) — река в Республике Адыгея. Протекает по территории Гиагинского района. Устье реки находится в 8,9 км по правому берегу реки Айрюм. Длина реки — 17 км, площадь водосборного бассейна — 49,1 км².

## Характеристики
Река берёт своё начало как родниковый источник, в урочище между сёлами Владимировское и Колхозный, и принимая другие родниковые источники, далее изгибаясь течёт на север, а ниже хутора Садовый на северо-восток. Устье реки находится в 8,9 км от устья реки Айрюм по правому берегу, у северной окраины хутора Прогресс. Длина реки составляет 17 км, с общей водосборной площадью в 49,1 км².

## Населённые пункты
Вдоль долины реки расположены населённые пункты: Садовый и Прогресс.

## Данные водного реестра
По данным государственного водного реестра России относится к Кубанскому бассейновому округу, водохозяйственный участок реки — Лаба от впадения реки Чамлык и до устья. Речной бассейн реки — Кубань:
- Код водного объекта в государственном водном реестре — 06020000912108100004224
- Код по гидрологической изученности (ГИ) — 108100422
- Код бассейна — 06.02.00.009
- Номер тома по ГИ — 08
- Выпуск по ГИ — 1